# Устеново
Устеново — деревня в Вытегорском районе Вологодской области.
Входит в состав Андомского сельского поселения, с точки зрения административно-территориального деления — в Андомский сельсовет.
Расположена на правом берегу реки Андома. Расстояние по автодороге до районного центра Вытегры — 30 км, до центра муниципального образования села Андомский Погост — 2 км. Ближайшие населённые пункты — Андомский Погост, Князево, Маковская, Марино, Порог, Сергеево, Терово, Трошигино.
По переписи 2002 года население — 3 человека.